# Wales kommuner
Wales är indelat i 22 kommuner (principal areas). Dessa är klassificerade som counties eller county boroughs, vilket dock inte har någon praktisk betydelse. Tre av kommunerna, Cardiff, Swansea och Newport, är samtidigt även städer (cities). Inom kommunerna sker viss administration på den lägre nivån communities, varav vissa har status som towns. Kommunerna inrättades den 1 april 1996, och ersatte då ett system med grevskap indelade i distrikt. De åtta grevskapen som fanns mellan 1974 och 1996 kallas idag för bevarade grevskap, och har vissa ceremoniella funktioner.

## Kommuner
Det kymriska namnet står inom parentes om det skiljer sig från det engelska. County boroughs markeras med asterisk.
1. Blaenau Gwent *
2. Bridgend (Pen-y-bont ar Ogwr)*
3. Caerphilly (Caerffili) *
4. Cardiff (Caerdydd)
5. Carmarthenshire (Sir Gaerfyrddin)
6. Ceredigion
7. Conwy *
8. Denbighshire (Sir Ddinbych)
9. Flintshire (Sir y Fflint)
10. Gwynedd
11. Isle of Anglesey (Ynys Môn)
12. Merthyr Tydfil (Merthyr Tudful) *
13. Monmouthshire (Sir Fynwy)
14. Neath Port Talbot (Castell-nedd Port Talbot) *
15. Newport (Casnewydd) *
16. Pembrokeshire (Sir Benfro)
17. Powys
18. Rhondda Cynon Taf *
19. Swansea (Abertawe)
20. Torfaen *
21. Vale of Glamorgan (Bro Morgannwg) *
22. Wrexham (Wrecsam) *